# Erich Fromm
Erich Seligmann Fromm (Frankfurt del Main, 23 de març del 1900 - Muralto, Suïssa, 18 de març del 1980) fou un psicoanalista i sociòleg alemany nacionalitzat dels Estats Units.
El 1918, estudià uns mesos jurisprudència a Frankfurt, però el 1919 ho deixà per a estudiar sociologia amb Alfred Weber (germà de Max Weber), Karl Jaspers i Heinrich Rickert a Heidelberg. A partir dels anys trenta, ensenyà a l'Institut de Psicoanàlisi de Frankfurt, adscrit a l'Escola de Frankfurt, on desenvolupà els elements d'una antropologia freudomarxista i estudià els factors socioeconòmics en el desenvolupament de les neurosis. Net i besnet de rabins ortodoxos, el 1926 abandonà el judaisme ortodox i adoptà postures secularistes i laiques.
Hagué d'emigrar el 1934 als Estats Units d'Amèrica, on posteriorment n'adoptà la nacionalitat. Fou director del Departament de Psicoanàlisi de l'Escola de Medicina de Mèxic (1955); aplicà la psicoanàlisi a les investigacions historicosocials i determinà com a element bàsic dels dogmes religiosos el manteniment de l'autoritat de l'Estat mitjançant l'autoritat familiar i la por de la llibertat. Afirmà que el radicalisme es basa en el lema De omnibus dubitandum: tot s'ha de qüestionar, i tot s'ha de sotmetre a la crítica, però sobretot aquells conceptes i postulats que es consideren immutables, sòlidament establerts. Aquells que «són així, perquè sempre han estat així». També estudià el Talmud i els mites bíblics per a explicar la concepció del bé i del mal de la cultura occidental.
Va ser un ferotge crític de Sigmund Freud tal com es pot apreciar en els seus llibres, personatge al qual hi té un llibre de crítica dedicat.

## Biografia
Erich Fromm va néixer el 23 de març de 1900 a Frankfurt del Main, fill únic de pares jueus ortodoxos, Rosa (Krause) i Naphtali Fromm. Va començar els seus estudis acadèmics l'any 1918 a la Universitat de Frankfurt amb dos semestres de jurisprudència. Durant el semestre d'estiu de 1919, Fromm va estudiar a la Universitat de Heidelberg, on va començar a estudiar sociologia amb Alfred Weber (germà del sociòleg més conegut Max Weber), el psiquiatra-filòsof Karl Jaspers i Heinrich Rickert. Fromm es va doctorar en sociologia a Heidelberg el 1922 amb una tesi sobre el dret jueu.
Fromm a l'època es va implicar fortament en el sionisme, sota la influència del rabí religiós sionista Nehemia Anton Nobel. Va ser molt actiu al Studentenverbindungen jueu i altres organitzacions sionistes. Però aviat es va allunyar del sionisme, dient que entrava en conflicte amb el seu ideal d'un «messianisme i humanisme universalistes».
A mitjan dècada de 1920, es va formar per convertir-se en psicoanalista a través del sanatori psicoanalític de Frieda Reichmann a Heidelberg. Es van casar el 1926, però es van separar poc després i es van divorciar el 1942. Va començar la seva pròpia pràctica clínica el 1927. El 1930 es va incorporar a l'Institut de Recerca Social de Frankfurt i va completar la seva formació psicoanalítica.
Després de la presa del poder nazi a Alemanya, Fromm es va traslladar primer a Ginebra i després, el 1934, a la Universitat de Colúmbia a Nova York. Juntament amb Karen Horney i Harry Stack Sullivan, Fromm pertany a una escola neofreudiana de pensament psicoanalític. Horney i Fromm van tenir una influència marcada en el pensament de l'altre, amb Horney il·luminant alguns aspectes de la psicoanàlisi per a Fromm i aquest últim dilucidant la sociologia per a Horney. La seva relació va acabar a finals dels anys trenta. Després de deixar Columbia, Fromm va ajudar a formar la branca de Nova York de l'Escola de Psiquiatria de Washington el 1943 i el 1946 va cofundar l’Institut William Alanson White de Psiquiatria, Psicoanàlisi i Psicologia. Va formar part del professorat del Bennington College de 1941 a 1949 i va impartir cursos a la New School for Social Research de Nova York de 1941 a 1959.
Quan Fromm es va traslladar a la Ciutat de Mèxic el 1949, es va convertir en professor a la Universitat Nacional Autònoma de Mèxic (UNAM) i va establir una secció de psicoanalítica a la facultat de medicina allà. Mentrestant, va ensenyar com a professor de psicologia a la Universitat Estatal de Michigan de 1957 a 1961 i com a professor adjunt de psicologia a la divisió de postgrau d'Arts i Ciències de la Universitat de Nova York després de 1962. Va impartir classes a la UNAM fins a la seva jubilació, el 1965, i a la Societat Mexicana de Psicoanàlisi (SMP) fins al 1974. El 1974 es va traslladar de Ciutat de Mèxic a Muralto, Suïssa, i va morir a casa seva el 1980, cinc dies abans del seu vuitanta aniversari. Durant tot el temps, Fromm va mantenir la seva pròpia pràctica clínica i va publicar una sèrie de llibres.
Fromm va ser un ateu  però va descriure la seva posició com a «misticisme no teista».

## Teoria psicològica
Començant amb el seu primer treball seminal de 1941, La por a la llibertat ('The Fear of Freedom'), els escrits de Fromm van destacar tant pels seus comentaris socials i polítics com pels seus fonaments filosòfics i psicològics. De fet, Escape from Freedom és vist com una de les obres fundadores de la psicologia política. La seva segona obra important, Man for Himself: An Inquiry into the Psychology of Ethics, publicada per primera vegada el 1947, va continuar i enriquir les idees d'Escape from Freedom. En conjunt, aquests llibres descriuen la teoria del caràcter humà de Fromm, que era una conseqüència natural de la teoria de la naturalesa humana de Fromm. El llibre més popular de Fromm va ser The Art of Loving, un èxit de vendes internacional publicat per primera vegada el 1956, que recapitulava i complementava els principis teòrics de la naturalesa humana que es troben a Escape from Freedom i Man for Himself, principis que es van revisar en moltes de les altres obres importants de Fromm.
El centre de la visió del món de Fromm va ser la seva interpretació del Talmud i el hassidisme. Va començar a estudiar el Talmud de jove amb el rabí J. Horowitz i més tard amb el rabí Salman Baruch Rabinkow, Habad Lubavitx Hasid. Mentre treballava en el seu doctorat en sociologia a la Universitat de Heidelberg, Fromm va estudiar la  Tania pel fundador de Jabad, el rabí Schneur Zalman de Liadí. Fromm també va estudiar amb Nehemia Nobel i Ludwig Krause mentre estudiava a Frankfurt. L'avi de Fromm i dos besavis per part del seu pare eren rabins, i un besoncle per part de la seva mare era un conegut erudit talmúdic. Tanmateix, Fromm es va allunyar del judaisme ortodox el 1926, cap a interpretacions seculars dels ideals bíblics.
La pedra angular de la filosofia humanista de Fromm és la seva interpretació de la història bíblica de l'exili d’Adam i Eva del jardí de l'Edèn. Basant-se en el seu coneixement del Talmud, Fromm va assenyalar que ser capaç de distingir entre el bé i el mal es considera generalment una virtut, però que els estudiosos bíblics generalment consideren que Adam i Eva van pecar desobeint Déu i menjant de l’Arbre del Coneixement. No obstant això, apartant-se de l'ortodòxia religiosa tradicional sobre això, Fromm va exaltar les virtuts dels humans que prenen accions independents i utilitzaven la raó per establir valors morals en lloc d'adherir-se a valors morals autoritaris.
Més enllà d'una simple condemna dels sistemes de valors autoritaris, Fromm va utilitzar la història d'Adam i Eva com una explicació al·legòrica de l'evolució biològica humana i l'angoixa existencial, afirmant que quan Adam i Eva van menjar de l'Arbre del Coneixement, van prendre consciència d'ells mateixos com a separats de la natura tot i formar part d'ella. Per això es van sentir «nus» i «avergonyits»: havien evolucionat cap a éssers humans, conscients de si mateixos, de la seva pròpia mortalitat i de la seva impotència davant les forces de la natura i de la societat, i ja no s'havien unit a l'univers com eren la seva existència instintiva i prehumana com a animals. Segons Fromm, la consciència d'una existència humana desunida és una font de culpa i vergonya, i la solució a aquesta dicotomia existencial es troba en el desenvolupament dels propis poders humans d'amor i raó. Tanmateix, Fromm va distingir el seu concepte d'amor de les nocions populars irreflexives, així com de l'amor paradoxal freudià.
Fromm considerava l'amor una capacitat creativa interpersonal més que una emoció, i va distingir aquesta capacitat creativa del que considerava diverses formes de neurosis narcisistes i tendències sadomasoquistes que es presenten habitualment com a prova del «veritable amor». De fet, Fromm va veure l'experiència d'«enamorar-se» com una prova de la manca d'entendre la veritable naturalesa de l'amor, que creia que sempre tenia els elements comuns de cura, responsabilitat, respecte i coneixement. A partir del seu coneixement de la Torà, Fromm va assenyalar la història de Jonàs, que no volia salvar els residents de Nínive de les conseqüències del seu pecat, com a demostració de la seva creença que les qualitats de cura i responsabilitat són generalment absents de la majoria de relacions humanes. Fromm també va afirmar que poques persones a la societat moderna tenien respecte per l'autonomia dels seus semblants, i molt menys el coneixement objectiu del que les altres persones realment volien i necessitaven.
Fromm creia que la llibertat era un aspecte de la naturalesa humana del qual abracem o escapem. Va observar que acceptar la nostra llibertat de voluntat era saludable, mentre que escapar de la llibertat mitjançant l'ús de mecanismes d'escapament era l'arrel dels conflictes psicològics. Fromm va descriure tres dels mecanismes d'escapament més comuns:
- Conformitat d'autòmats: canviar el propi jo ideal per adaptar-se a una percepció del tipus de personalitat preferit de la societat, perdent el seu veritable jo en el procés; La conformitat d'autòmats desplaça la càrrega de l'elecció del jo a la societat;

- Autoritarisme: donar el control d'un mateix a un altre. En sotmetre la pròpia llibertat a algú altre, aquest acte elimina gairebé completament la llibertat d'elecció.

- Destructivitat: qualsevol procés que intenta eliminar els altres o el món en conjunt, tot per escapar de la llibertat. Fromm va dir que «la destrucció del món és l'últim intent, gairebé desesperat, de salvar-me de ser aixafat per ella».[9]

La paraula biofília va ser utilitzada freqüentment per Fromm com a descripció d'una orientació psicològica productiva i estat de ser. Per exemple, en un addenda al seu llibre The Heart of Man: Its Genius For Good and Evil, Fromm va escriure com a part del seu credo humanista:
| « | Crec que l'home que tria el progrés pot trobar una nova unitat mitjançant el desenvolupament de totes les seves forces humanes, que es produeixen en tres orientacions. Aquests es poden presentar per separat o junts: la biofília, l'amor per la humanitat i la natura, i la independència i la llibertat. | » |

## Obres
- Escape from Freedom (La por a la llibertat, 1941)
- Man for Himself. An Inquiry into the Psychology of Ethics (L'home per a si mateix. Una introducció a la filosofia de l'ètica, 1947)
- Psychoanalysis and Religion, 1950
- The Forgotten Language: the Understanding of Dreams, Fairy Tales and Myths, 1951
- The Sane Society, (Per una societat sana, 1955)
- The Art of Loving (L'art d'estimar, 1956)
- Sigmund Freud's Mission: an analysis of his personality and influence, 1959
- Let Man Prevail: a Socialist Manifest and Program, 1960
- Zen Buddhism and Psychoanalysis amb D.T. Suzuki i Richard de Martino, 1960
- May Man Prevail? An inquiry to the Facts and Fictions of Foreign Policy, 1961
- Marx's Concept of Man, 1961
- Beyond the Chains of Illusion: my Encounter with Marx and Freud, 1962
- The Heart of Man: its Genius for Good and Evil, 1964
- You Shall Be as Gods, 1966
- The Revolution of Hope (La revolució de l'esperança, 1968)
- The Crisis of Psychoanalysis (La crisi de la psicoanàlisi, 1970).
- The Anatomy of Human Destructiveness, 1973
- To Have or to Be (Tenir o ésser, 1976)
- The Working Class in Weimar Germany (a psycho-social analysis done in the 1930s), 1984
- For the Love of Life, 1986
- The Art of Being, editat per Rainer Funk, 1989